# Три војнограничарске зграде у Тителу
Три војнограничарске зграде у Тителу су подигнуте у другој половини 18. века. Представљају непокретно културно добро као споменик културе од великог значаја.

## Историја и изглед
Подигнуте су у периоду постојања Тителског шајкашког батаљона, формираног решењем царице Марије Терезије из 1763. године у подручју југоисточне Бачке (између Дунава и Тисе). Шајкаши су регрутовани од становништва Титела, Лока, Мошорина, Гардиноваца, Вилова и Жабља, а касније овим местима придодато је још шест насеља: Чуруг, Госпођинци, Сентиван (Шајкаш), Горњи и Доњи Ковиљ и Каћ.
Данашње архитектонско наслеђе Титела као граничарског места сачувало је велики број зграда грађених за потребе шајкашког батаљона. Поред касарни ту су и зграде које су служиле за арсенал, војну администрацију, али и за становање, трговину и друге пратеће потребе. Тител је у својој урбаној структури сачувао амбијенталне вредности, мада су многе зграде претрпеле велике промене. Ове три зграде, грађене у стилу барока, најкарактеристичнији су примери из периода шајкашког батаљона, иако су и оне до сада претрпеле промене. Данашња намена двоспратне зграде на тргу је хотел „Тиса“, док су зграде у Ул. Краља Петра бр. 7 – техничка школа „Милева Марић“, а у броју 2 – хотел „Анкер“.